# Битва у Ширимни
Битва у Ширимни (груз. შირიმნის ბრძოლა) — сражение, произошедшее 11 сентября 1021 года между войсками Византийской империи под личным командованием императора Василия II Болгаробойца и войсками Грузинского царства царя Георгия I. В ходе кровопролитного сражения войска Георгия I потерпели поражение.

## Предыстория
Битве предшествовали два десятилетия длительного спора по поводу грузинских приграничных районов на византийско-грузино-армянской границе в Малой Азии. Полномасштабная война разразилась в 1014 году, когда грузинский царь Георгий I взял спорные районы силой. В отместку византийский император Василий II привёл в 1021 году большую армию в Грузию и заставил грузинскую армию отступить.

## Ход битвы
Обе армии возглавлялись самими монархами. Армия Василия II включала большой отряд варяжской гвардии, в то время как армия Геогра I была подкреплена армянскими вспомогательными отрядами. Две армии встретились у деревни Ширимни у oзера Чылдыр (современная Турция). 
Грузинское войско было близко к победе, но Василий II мощным контрударом решил исход битвы в свою пользу. Два грузинских военачальника, Рати Багваши и Курси (Khursi), были убиты в бою. 
После этой кровопролитной победы византийская армия преследовала грузин, прошла через Джавахети и разграбила близлежащие земли, а затем вернулась на зимние квартиры в Трапезунд.